# Агама колонистов
Агама колонистов, или обыкновенная агама (лат. Agama agama) — вид ящериц из семейства агамовых. 

## Описание
Длина тела — от 13 до 30 сантиметров для самцов и 20 для самок; самцы обычно на 7—12 см длиннее самок. Туловище и ноги самцов тёмного металлически-голубого цвета, вдоль спины тянется белая полоса. Голова огненно-красного, ярко-жёлтого, белого окраса с жёлтыми точками. Хвост тёмно-голубой, со светлыми полосами. Самки грязно-бурые с белой полосой вдоль спины. Голова короткая, туловище крепкое, хвост длинный и мощный. Конечности сжаты с боков, с крепкими когтями.

## Образ жизни
Предпочитает скальную местность, живёт среди деревьев. Встречается на высоте до 2200 м над уровнем моря. Создаёт небольшие колонии. Прячется среди камней. Питается в основном насекомыми, однако иногда поедают мелких млекопитающих, рептилий и растительность. Для поимки и удержания животных, которые значительно меньше неё, использует язык, кончик которого покрыт липкими железами.
Главные враги обычной агамы — мангусты, хищные птицы, змеи.

## Размножение
Самки достигают половой зрелости в возрасте от четырнадцати до восемнадцати месяцев, самцы — в два года. Спаривание чаще всего происходит во время сезона дождей, однако в районах, в которых осадки постоянны, оно может быть в любое время. Для кладки яиц самка выкапывает ямку около пяти сантиметров глубиной во влажной песчаной почве, покрытой травой, в месте, которое получает солнечный свет большую часть дня. В одной кладке находится от пяти до семи склеенных друг с другом яиц. Через 8-10 недель из яиц появляются детёныши агамы, длина тела которых (без хвоста) — 37—38 мм, длина хвоста — около 75 мм.

## Распространение
Обитает на большей части Африки южнее Сахары.

## Подвиды
- Agama a. agama (Linnaeus, 1758)
- Agama a. africana (|Hallowell, 1844)
- Agama a. boensis (Monard, 1940)
- Agama a. mucosoensis (Hellmich, 1957)